# Bramberg am Wildkogel
Bramberg am Wildkogel település Ausztriában, Salzburg tartományban a Zell am See-i járásban található. Területe 117,19 km², lakosainak száma 3 940 fő, népsűrűsége pedig 34 fő/km² (2014. január 1-jén). A település 819 méteres tengerszint feletti magasságban helyezkedik el.
A település részei:
- Bicheln (447 fő, 2011. október 31-én))
- Bramberg am Wildkogel (1218)
- Dorf (311)
- Habach (91)
- Hohenbramberg (12)
- Leiten (150)
- Mühlbach (584)
- Mühlberg (90)
- Schönbach (112)
- Schweinegg (61)
- Sonnberg (163)
- Steinach (204)
- Wenns (288)
- Weyer (200)

## Fordítás
Ez a szócikk részben vagy egészben  a   Bramberg am Wildkogel című angol Wikipédia-szócikk ezen változatának fordításán alapul.  Az eredeti cikk szerkesztőit annak laptörténete sorolja fel. Ez a jelzés csupán a megfogalmazás eredetét és a szerzői jogokat jelzi, nem szolgál a cikkben szereplő információk forrásmegjelöléseként.